# آنگیکس
آنگیکس (به اسپانیایی: Anguix) یک شهرستان در اسپانیا است.